# Pont de Vilartolí
El pont de Vilartolí és un pont d'època medieval, que podria tenir el seu origen entre els segles XII i XIV, i que ha estat inclòs a l'Inventari del Patrimoni Arquitectònic de Catalunya. Situat a llevant del veïnat de Vilartolí, localitzat a uns dos quilòmetres al nord de la població de Sant Climent Sescebes (Alt Empordà) de la que forma part. El pont està ubicat damunt de la riera d'Anyet.
Es tracta de les restes d'un pont medieval format per un sol arc de mig punt, amb la zona central actualment destruïda. Només es conserven les arrencades a les dues ribes de la riera, tot i que la que està situada a llevant presenta més entitat que la de ponent. El pont està bastit amb pedra sense treballar de diverses mides lligada amb morter de calç. L'intradós de l'arc conserva les impromptes de l'encanyissat utilitzat per bastir-lo.
L'estructura està força degradada i completament coberta de vegetació.